# Vladimir Ryžkin
Vladimir Alekseevič Ryžkin (in russo Владимир Алексеевич Рыжкин?; Mosca, 29 dicembre 1930 – 19 maggio 2011) è stato un calciatore sovietico dal 1991 russo, di ruolo centrocampista.

## Statistiche

### Cronologia presenze e reti in Nazionale
| Cronologia completa delle presenze e delle reti in nazionale ― Unione Sovietica | Cronologia completa delle presenze e delle reti in nazionale ― Unione Sovietica | Cronologia completa delle presenze e delle reti in nazionale ― Unione Sovietica | Cronologia completa delle presenze e delle reti in nazionale ― Unione Sovietica | Cronologia completa delle presenze e delle reti in nazionale ― Unione Sovietica | Cronologia completa delle presenze e delle reti in nazionale ― Unione Sovietica | Cronologia completa delle presenze e delle reti in nazionale ― Unione Sovietica | Cronologia completa delle presenze e delle reti in nazionale ― Unione Sovietica |
| Data                                                                            | Città                                                                           | In casa                                                                         | Risultato                                                                       | Ospiti                                                                          | Competizione                                                                    | Reti                                                                            | Note                                                                            |
| ------------------------------------------------------------------------------- | ------------------------------------------------------------------------------- | ------------------------------------------------------------------------------- | ------------------------------------------------------------------------------- | ------------------------------------------------------------------------------- | ------------------------------------------------------------------------------- | ------------------------------------------------------------------------------- | ------------------------------------------------------------------------------- |
| 23/05/1956                                                                      | Colombes                                                                        | Francia                                                                         | 2 – 1                                                                           | Unione Sovietica                                                                | Amichevole                                                                      | -                                                                               |                                                                                 |
| 23/05/1956                                                                      | Melbourne                                                                       | Unione Sovietica                                                                | 2 – 1                                                                           | Squadra Unificata Tedesca                                                       | Olimpiadi 1956                                                                  | -                                                                               |                                                                                 |
| 23/05/1956                                                                      | Melbourne                                                                       | Indonesia                                                                       | 0 – 0                                                                           | Unione Sovietica                                                                | Olimpiadi 1956                                                                  | -                                                                               |                                                                                 |
| 23/05/1956                                                                      | Melbourne                                                                       | Bulgaria                                                                        | 1 – 2                                                                           | Unione Sovietica                                                                | Olimpiadi 1956                                                                  | -                                                                               |                                                                                 |
| 23/05/1957                                                                      | Mosca                                                                           | Unione Sovietica                                                                | 1 – 1                                                                           | Romania                                                                         | Amichevole                                                                      | -                                                                               | 65’                                                                             |
| Totale                                                                          |                                                                                 | Presenze                                                                        | 5                                                                               |                                                                                 | Reti                                                                            | 0                                                                               |                                                                                 |